# Знак гау

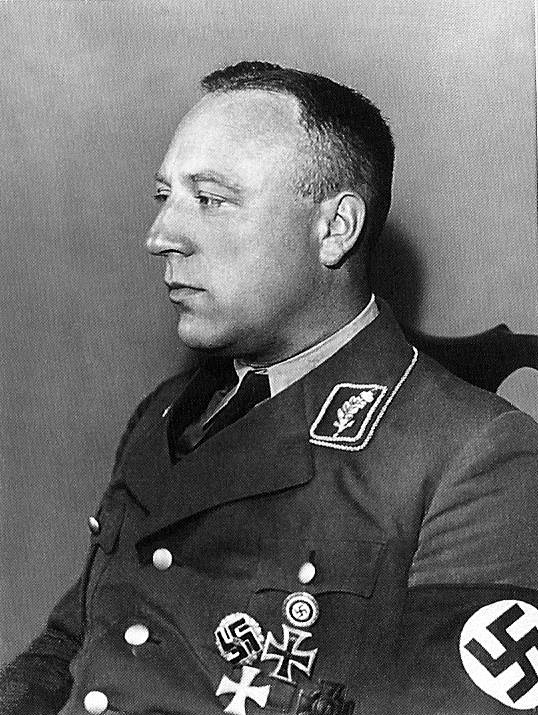
Бургомістр Любека Отто-Генріх Дрекслер (1937). Генеральний знак гау 1925 — на лівій нагрудній кишені.

Знаки гау (нім. Gau Abzeichen) — клас партійних нагород НСДАП.

## Опис
Знаки гау створювали гауляйтери — керівники політичних округів (гау) Третього Рейху. Кожен гауляйтер сам призначав дизайн і умови нагородження, а також кількість ступенів нагороди: деякі знаки мали одну ступінь, інші — декілька (бронзову, срібну та золоту). Частина знаків мали особливу золоту ступінь з діамантами: ці знаки були призначені для Адольфа Гітлера.

## Класи знаків

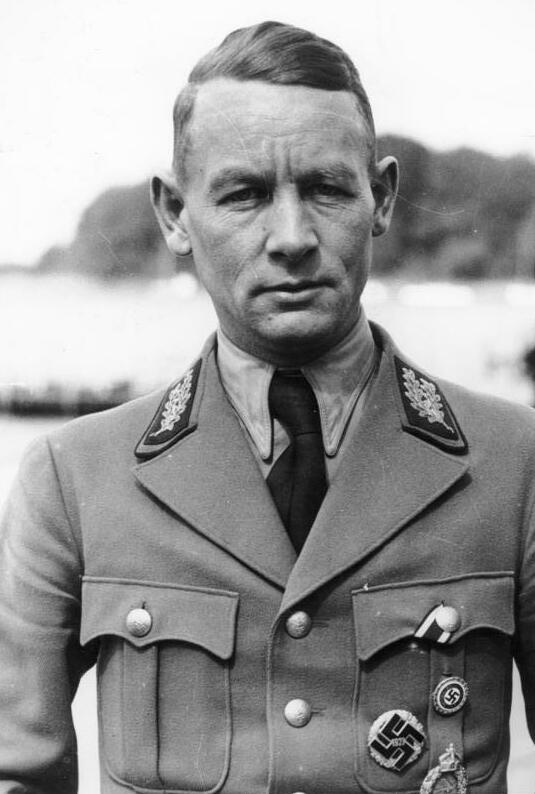
Гауляйтер Дюссельдорфа Фрідріх Карл Флоріан (1 серпня 1934). Генеральний знак гау 1925 — на лівій нагрудній кишені.

Найвищим знаком був Генеральний знак гау, який вручали в Коричневому Домі — штаб квартирі НСДАП у Мюнхені. Знак являв собою велику чорну свастику, оточену вінком з дубового листя. Генеральний знак мав 2 ступені — знак 1923 і 1925 року, які відрізнялись датою в центрі свастики.
Далі йшли знаки Мюнхена (як «батьківщини» НСДАП) і Берліна (як столиці Німеччини). Престиж наступних знаків визначався роками створення відповідних гау.

### Перелік знаків
Знаки подані в порядку спадання престижу.
- Генеральний знак гау 1923
- Генеральний знак гау 1925
- Знак гау Мюнхен
- Знак гау Берлін
- Знак гау Тюрингія
- Знак гау Східний Ганновер
- Знак гау Східна Пруссія
- Знак гау Баден
- Знак гау Ессен
- Знак гау Данциг
- Знак гау Вартерланд
- Знак гау Судетенланд

## Відомі нагороджені
| Ім'я                 | Знак                                                                       |
| -------------------- | -------------------------------------------------------------------------- |
| Адольф Гітлер        | Як фюрер НСДАП, Гітлер автоматично володів найвищим ступенем кожного знака |
| Йозеф Бюркель        | Генеральний знак гау                                                       |
| Альберт Форстер      | Генеральний знак гау                                                       |
| Карл Ганке           | Генеральний знак гау                                                       |
| Генріх Гіммлер       | Генеральний знак гау                                                       |
| Карл Гольц           | Генеральний знак гау                                                       |
| Рудольф Гьосс        | Генеральний знак гау                                                       |
| Отто-Генріх Дрекслер | Генеральний знак гау                                                       |
| Гінріх Лозе          | Генеральний знак гау                                                       |
| Фрідріх Карл Флоріан | Генеральний знак гау                                                       |
| Адольф Гюнляйн       | - Почесний знак гау Мюнхен «9 листопада 1923»                              |
| Адольф Вагнер        | - Почесний знак гау Мюнхен «9 листопада 1923»                              |
| Герман Герінг        | Знак гау Берлін в золоті                                                   |
| Ганс Гінкель         | Знак гау Берлін в золоті                                                   |
| Вільгельм Райнгард   | Знак гау Берлін в золоті                                                   |
| Герман Герінг        | Срібний орел НСДАП гау Тюрингія                                            |
| Отто Кушов           | Срібний орел НСДАП гау Тюрингія                                            |
| Еріх Кох             | Знак гау Східна Пруссія                                                    |
| Ганс-Йоахім Конерт   | Знак гау Вартерланд                                                        |
| Вольфґанґ Лют        | Знак гау Вартерланд                                                        |
| Юрґен Штроп          | Знак гау Вартерланд                                                        |